# Berlin Verlag
Der Berlin Verlag wurde 1994 gegründet und ist heute unter dem Dach der zur schwedischen Bonnier-Gruppe gehörenden Bonnier Media Deutschland beheimatet.

## Geschichte
Der Verlag wurde 1994 von Arnulf Conradi, Veit Heinichen und Elisabeth Ruge gegründet. Die ersten Bücher erschienen im März 1995. 1998 übernahm Conradi auch die Leitung des Siedler Verlags. Im gleichen Jahr übernahm dann die Bertelsmann AG die Mehrheit am Berlin Verlag. Die Leitung blieb bei Conradi. Außerdem wurde ein Rückkaufrecht vereinbart, von dem 2003 Gebrauch gemacht wurde. Kurz nach Abwicklung des Rückkaufs wurde der Verlag jedoch wieder verkauft, diesmal an den Londoner Verlag Bloomsbury. Dieser konnte so sein Ziel umsetzen, in den deutschen Buchmarkt einzusteigen. Seither fungierte der Berlin Verlag als Zentraleinheit der deutschen Verlagsgruppe von Bloomsbury. 2006 gab Conradi die Leitung des Verlags an Elisabeth Ruge ab. Nach internen Umstrukturierungen verließ Ruge den Verlag zum 15. März 2011. Die verlegerische Leitung hatte danach Birgit Schmitz inne. Von Oktober 2013 bis Ende 2016 war Georg M. Oswald Verlagsleiter. Seither ist Felicitas von Lovenberg Verlegerin des Piper Verlags sowie des Berlin Verlags.
Im Februar 2012 wurde der Berlin Verlag / Bloomsbury Berlin an die schwedische Bonnier-Gruppe verkauft und gehört innerhalb von Bonnier Media Deutschland zum Piper Verlag.

## Programm
Das Verlagsprogramm umfasst neben Belletristik auch Sachbücher, deren Themen von Politik und Zeitgeschehen bis hin zu Geistes- und Gesellschaftswissenschaften reichen. Einen Schwerpunkt des Verlags bildet die internationale Literatur.
Daneben legt der Verlag seinen Schwerpunkt auf den deutschsprachigen wie internationalen literarischen Nachwuchs wie den Ernst-Willner-Preisträger Leif Randt. Im Sachbuch setzt der Verlag auf ungewöhnliche Wissensvermittlung: Der mit dem Science Writing Award ausgezeichnete Journalist und Sachbuchautor Mark Bowden inszeniert in WORM am Beispiel der weltweiten Jagd auf den Computerwurm „Conficker“ die globalen Chancen und Risiken des Internets. 

## Autoren
Unter den Autoren des Berlin Verlags finden sich unter anderen die Nobelpreisträgerinnen Nadine Gordimer und Elfriede Jelinek, Friedenspreisträger Péter Esterházy sowie Péter Nádas, Margaret Atwood, Richard Ford, Matthew Sweeney und Ingo Schulze, Hölderlin-Preisträger Jan Wagner, Kevin Kuhn, Andreas Schendel und Zeruya Shalev. 